# Giovanni Battista Pergolesi

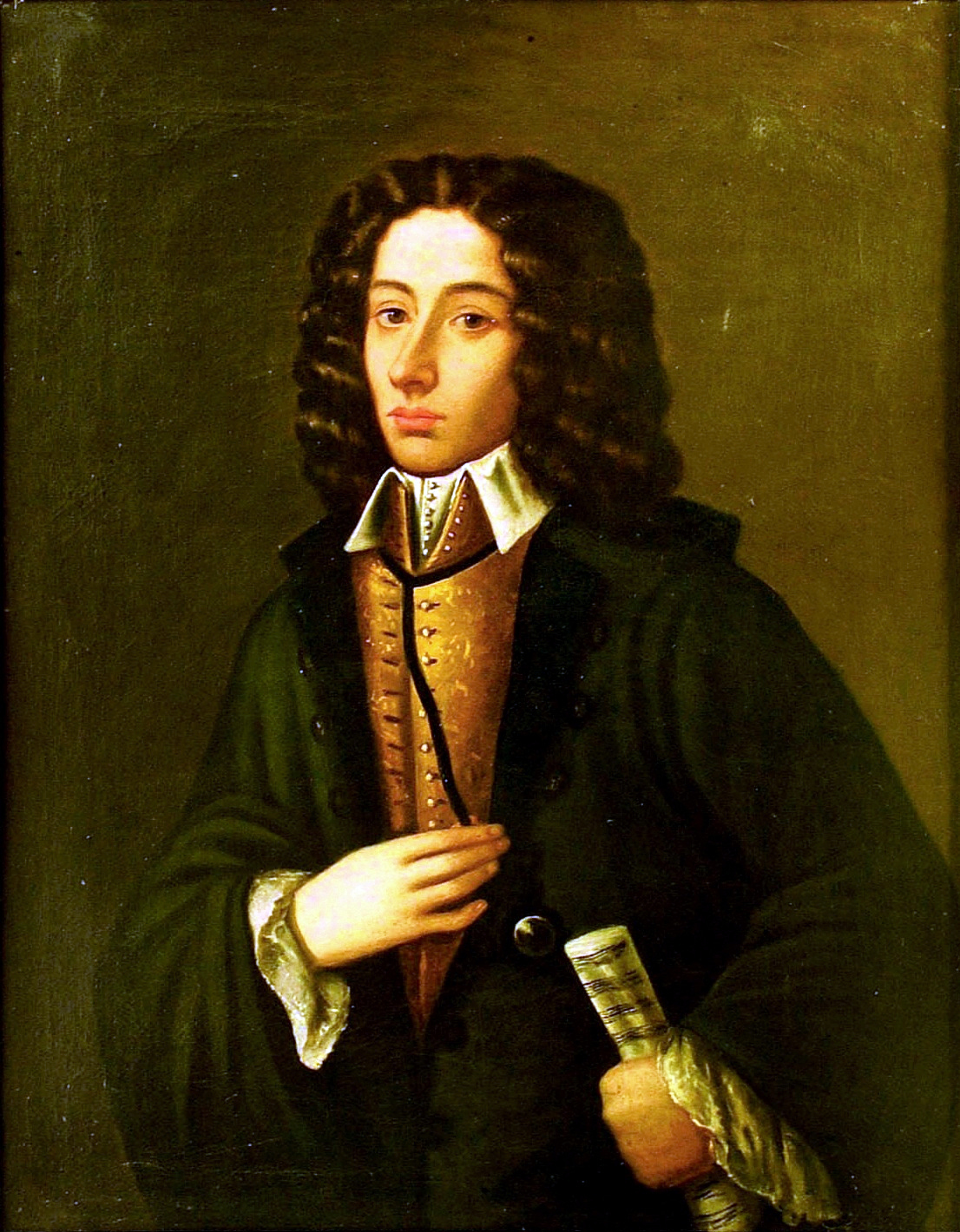
Giovanni Battista Pergolesi
(1710-1736)

Giovanni Battista Pergolesi (n. 4 ianuarie 1710, Jesi/Ancona - d. 17 martie 1736, Pozzuoli/Napoli), compozitor italian din secolul al XVIII-lea, descendent al unei familii din Pergola, un orășel din provincia Marche, de la care și-a luat și numele.

## Biografie
Primele noțiuni de muzică le primește de la un preot din localitatea natală, apoi își continuă educația la școala capelei comunale cu maestrul Mondini. Dovedind un talent natural, cu ajutorul financiar al marchizului Cardolo Maria Pianetti, Pergolesi se înscrie în 1727 la Conservatorul din Napoli, unde ia lecții de vioară cu maestrul De Matteis și de contrapunct cu Francesco Durante.
În 1732 a fost numit maestru capelan al unui prinț napolitan.

## Lucrări muzicale
În timpul studiilor, compune "La fenice sul rogo", oratoriu în două părți, o Messă în Re major și opera "Salustia", cu care își face debutul la teatrul "San Bartolomeo" din Napoli. După absolvirea Conservatoriului, este angajat ca Maestro di Capella de către prințul Stigliano Colonna, unul din electorii municipalității napolitane. Compune prima sa operă bufă, intitulată "Lo frate 'nnamurato" ("Călugărul îndrăgostit"), gen în care Pergolesi este considerat până în zilele noastre ca unul din cei mai importanți compozitori. În 1733 se reprezintă la teatrul "San Bartolomeo" opera "Il prigioner superbo", cu un intermezzo intitulat "La serva padrona", cu care înregistrează un adevărat triumf. Urmează, cu același succes, opera "Adriano in Siria", apoi ultima sa operă bufă, "Il Flaminio", reprezentată în 1735 la "Teatro Nuovo" din Napoli.
Îmbolnăvindu-se de tuberculoză pulmonară, se retrage la mănăstirea capucinilor din Pozzuoli, unde compune capodopera "Stabat Mater" (pentru soprană, contralto, instrumente de coarde și basso continuo). Pergolesi se stinge din viață la 16 martie 1736 în vârstă de numai 26 de ani.
Igor Stravinsky s-a inspirat din unele lucrări ale lui Pergolesi în realizarea muzicii de balet "Pulcinella", compusă în 1919.